# Un film fatto per Bene
Un film fatto per Bene è un film del 2025 diretto da Franco Maresco.

## Trama
Dopo essere stato costretto ad accantonare il suo film su Carmelo Bene già in fase di riprese, Franco Maresco scompare. Tocca all'attore ed amico Umberto Cantone interrogare tutti coloro che vi avevano partecipato, per ricostruire la vicenda.

## Promozione
Il trailer del film è stato pubblicato online l'8 agosto 2025.

## Distribuzione
Il film sarà presentato in anteprima il 5 settembre 2025 all'82ª Mostra internazionale d'arte cinematografica di Venezia, venendo contemporaneamente distribuito nelle sale cinematografiche italiane da Lucky Red.

## Riconoscimenti
- 2025 - Mostra internazionale d'arte cinematografica[1]
  - In concorso per il Leone d'oro